# Watanabe Takumi
Takumi Watanabe (sinh ngày 15 tháng 3 năm 1982) là một cầu thủ bóng đá người Nhật Bản.

## Sự nghiệp câu lạc bộ
Takumi Watanabe đã từng chơi cho Kawasaki Frontale, Montedio Yamagata, Roasso Kumamoto, Matsumoto Yamaga FC và Yokohama FC.